# Vườn quốc gia Bogani Nani Wartabone
Vườn quốc gia Bogani Nani Wartabone là một vườn quốc gia có diện tích 2.871 km² (1.108 mi2) nằm trên bán đảo Minahasa của đảo Sulawesi, Indonesia. Tên cũ của nó là vườn quốc gia Dumoga Bone được thành lập vào năm 1991 sau đó được đổi tên nhằm vinh danh Nani Wartabone, một anh hùng dân tộc thời kỳ kháng chiến đã đánh đuổi quân Nhật khỏi Gorontalo trong Thế chiến thứ hai. Vườn quốc gia này được Hiệp hội bảo tồn Động vật hoang dã xác định là địa điểm quan trọng nhất để bảo tồn các loài động vật hoang dã trên đảo Sulawesi vì đây là nơi trú ẩn của nhiều loài đặc hữu của hòn đảo.

## Động thực vật
Các loài thực vật phổ biến bao gồm tiêu gai, hu đay, mã rạng và nhiều loài phong lan khác nhau. Các loài thực vật có nguy cơ tuyệt chủng có mặt tại đây bao gồm mun Makassar, Pholidocarpus ihur, lim, Arcangelisia flava và hoa xác chết.
Vườn quốc gia ghi nhận có 24 loài thú, 11 loài bò sát và 125 loài chim. Những loài đáng chú ý gồm khỉ lùn Tarsier bóng ma, trâu Anoa, cú diều Cinnabar, lợn hươu, lợn hoang đảo Celebes và đặc biệt nhất là chim Maleo, một loài đặc hữu và được coi là linh vật của vườn quốc gia.